# توته‌خانه
توته‌خانه یا توتاخانه یکی از روستاهای استان آذربایجان شرقی است که در دهستان بناجوی شمالی بخش مرکزی شهرستان بناب واقع شده‌است.این روستا ۵۲۹ نفر جمعیت دارد.